# Miguel Ángel López Jaén
Miguel Ángel López Jaén (* 29. November 1982 in Elche) ist ein ehemaliger spanischer Tennisspieler.

## Karriere

### 1999–2007
López Jaén spielte nur wenige Turniere auf der Junior-Tour, seine beste Platzierung war ein 76. Rang im April 2000. Bereits 1999 spielte er auf der drittklassigen ITF Future Tour seine ersten Profiturniere. Dort gewann er 2001 seinen ersten von insgesamt acht Einzeltiteln. Im Doppel feierte er zwei Jahre später seinen ersten Future-Titel und war in seiner Karriere mit insgesamt 43 Doppeltiteln auf der Future Tour deutlich erfolgreicher als im Einzel. Seinen ersten Auftritt auf der höher dotierten ATP Challenger Tour hatte er 2002 in Valencia, wo er in der ersten Runde den 300 Ränge besser platzierten Jamie Delgado schlug. Ende des Jahres war er im Einzel auf dem Sprung in die Top 300, im Doppel sogar in den Top 250 der Weltrangliste. Sein Debüt auf der ATP World Tour gab er 2005 in Valencia. Im Doppel erhielt er von den Turnierverantwortlichen eine Wildcard. An der Seite seines Landsmanns José Antonio Sánchez de Luna verlor er in der ersten Runde gegen Igor Andrejew und Nikolai Dawydenko in zwei Sätzen. In den beiden folgenden Jahren gewann er vier Einzel- und elf Doppeltitel auf der Future-Tour und beendete das Jahr im Einzel auf dem 281. Rang.

### 2008–2015
2008 nahm López Jaén bei den Australian Open erstmals an der Qualifikation für ein Grand-Slam-Turnier teil, scheiterte dort in der 2. Qualifikationsrunde. Auf der Challenger Tour gelang ihm sein erster Erfolg im Doppel. Bei dem Turnier in Tanger setzte er sich im Finale mit Iván Navarro gegen Marc López und Gabriel Trujillo Soler in drei Sätzen durch. Sein Debüt bei einem Grand Slam gab er bei den French Open. Nach erfolgreich überstandener Qualifikation schlug er in der ersten Runde Frank Dancevic. In der zweiten Runde musste er sich der Nummer 3 des Turniers Novak Đoković geschlagen geben. In Telde und Košice stand er im Doppelfinale, verlor diese jedoch. Durch diese Erfolge schaffte er im August zum ersten Mal den Sprung in die Top 200 der Welt. In Košice stand er zudem in seinem einzigen Challenger-Finale im Einzel. Er war in diesem Jahr in der 2. Tennis-Bundesliga für den RC Herpersdorf gemeldet, die jedoch vor Saisonbeginn ihre Mannschaft zurückzog. In den Jahren 2009, 2010 und 2011 spielte er in der 2. Tennis-Bundesliga für den KTHC Stadion Rot-Weiss Köln.
Durch die Erfolge auf der Challenger Tour erreichte er sowohl im Einzel mit dem 171. Rang als auch im Doppel mit dem 175. Rang Anfang 2009 seine besten Platzierungen. Obwohl López Jaén in Reggio nell’Emilia und Rijeka zwei weitere Challengertitel im Doppel gewann, konnte er diese Platzierung nicht verteidigen. Er spielte fortan hauptsächlich Future-Turniere und trat nur noch vereinzelt bei Challenger-Turnieren an. Er gewann zwischen 2011 und 2013 noch 20 Doppeltitel auf der Future Tour, wodurch er im Doppel noch in den Top 300 geführt wurde, während er im Einzel zum Jahresende 2013 nur noch auf dem 843. Rang stand. Er beendete seine Karriere 2015 nach einem Erstrundenaus bei einem Future-Turnier in Kasachstan.

## Erfolge
| Legende (Anzahl der Siege)  |
| Grand Slam                  |
| ATP World Tour Finals       |
| ATP World Tour Masters 1000 |
| ATP World Tour 500          |
| ATP World Tour 250          |
| ATP Challenger Tour (3)     |

### Einzel

#### Turniersiege
| Nr. | Datum         | Turnier            | Belag | Partner          | Finalgegner                       | Ergebnis          |
| --- | ------------- | ------------------ | ----- | ---------------- | --------------------------------- | ----------------- |
| 1.  | 14. März 2008 | Tanger             | Sand  | Iván Navarro     | Marc López Gabriel Trujillo Soler | 6:3, 6:75, [11:9] |
| 2.  | 27. Juni 2009 | Reggio nell’Emilia | Sand  | Pere Riba        | Gianluca Naso Walter Trusendi     | 6:4, 6:4          |
| 3.  | 4. Juli 2009  | Rijeka             | Sand  | Sebastián Decoud | Ivan Dodig Antonio Veić           | 7:67, 3:6, [10:8] |